# Wally Weir
Pour les articles homonymes, voir Weir.
Walter Edward Weir (né le 3 juin 1954 à Verdun dans la province de Québec au Canada) est un défenseur professionnel de hockey sur glace dans l’Association mondiale de hockey et dans la Ligue nationale de hockey.

## Carrière de joueur
Weir commence sa carrière en jouant avec les Jaros de la Beauce dans la North American Hockey League. Il signe un contrat en 1976 avec les Nordiques de Québec dans l’Association mondiale de hockey. Il gagne la Coupe Avco en 1977. Il reste avec les Nordiques lors de leur passage dans la LNH et demeure avec l’équipe jusqu’en 1984. Il prend sa retraite de joueur en 1986 après des passages avec les Whalers de Hartford et les Penguins de Pittsburgh. Il accumule 300 minutes de pénalités avec les Skipjacks de Baltimore dans la Ligue américaine de hockey.